# Tim Lauth
Tim Lauth (* 1992 in Hanau) ist ein deutscher Fernseh-, Radio- und Veranstaltungsmoderator sowie Medienunternehmer und Medienmanager.

## Werdegang
Lauth sammelte  im Alter von 17 Jahren erste Moderationserfahrungen. Nach seinem Volontariat zum Rundfunkjournalist und Moderator moderierte er ab dem Jahr 2011 Veranstaltungen in Frankfurt und Umgebung. Während seines Volontariats in Rheinland-Pfalz, absolvierte Lauth auch eine Station an der RTL-Journalistenschule in Köln. Ab 2013 arbeitete er für rund sechs Jahre als Moderator, und später auch als Chefmoderator und stellvertretender Programmdirektor beim Hessischen Privatradiosender Antenne Frankfurt. Ab 2014 war er als freier Hochschuldozent am EC Europacampus Frankfurt für Studiengänge der „angewandten Medien“ und als Moderationstrainer an der Sprecherakademie tätig.
Seit 2016 arbeitet Lauth selbstständig als Veranstaltungsmoderator und gründete im darauffolgenden Jahr eine kleine Kapitalgesellschaft mit dem Schwerpunkt Coaching und Consulting mit Sitz in Bruchköbel. Von 2016 bis 2018 präsentierte Lauth das zweistündige TV-Magazin "Live ab 6" bei WWTV und TV-Mittelrhein. In dieser Zeit fungierte er auch als Nachrichtenmoderator bei DRF1-Deutschlandfernsehen. Er war Teil des festen Moderatorenpools der damaligen Bundeskanzlerin Angela Merkel. Von 2019 bis 2023 war er Moderator des Radiosenders Antenne Niedersachsen und moderierte dort u. a. den Nachmittag und Abend.
Von 2017 bis 2018 präsentierte Lauth zusammen mit dem Buchautor Matthias Heitmann ein Kabarettprogramm im Theater Die Schmiere Frankfurt.
Seit Oktober 2023 ist Tim Lauth CEO der Radiogroup und Geschäftsführer mehrerer Beteiligungen. Des Weiteren ist er Mitglied des Aufsichtsrats der Frankfurt Businessradio GmbH & Co. Betriebs KG.

## Moderationen (Auswahl)
- 2015: Deutsche Telekom AG – IAA Frankfurt am Main
- 2017: Dialogtour mit Bundeskanzlerin Angela Merkel[20]
- 2018: Regionalkonferenzen der CDU[21]
- 2019: Nintendo of Europe – Paris, Amsterdam